# Ataki na farmy w Południowej Afryce

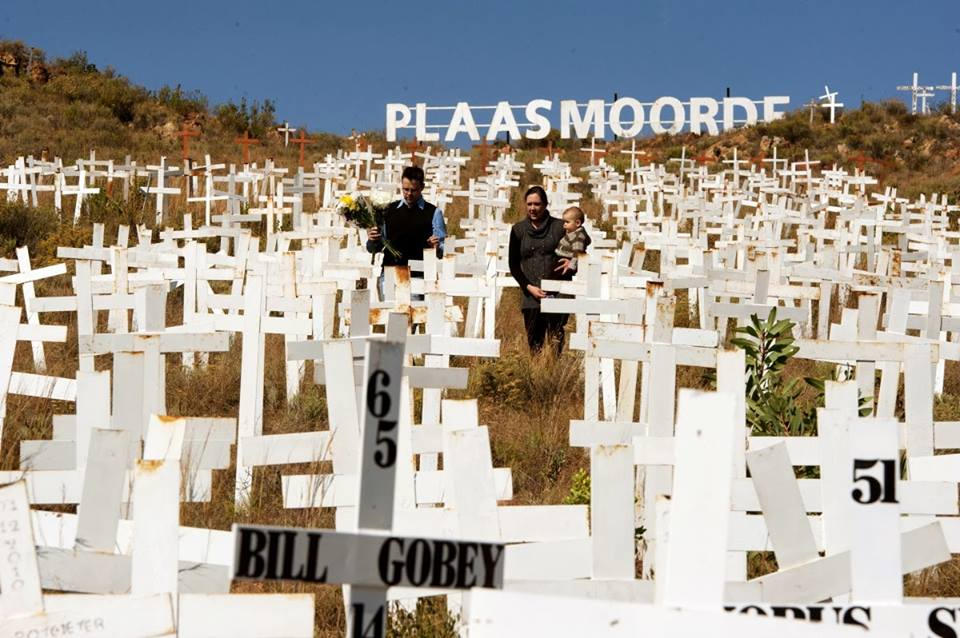
Witkruismonument – drewniane białe krzyże wzniesione na górze Ysterberg niedaleko miasta Polokwane przez krewnych ofiar ataków

Ataki na farmy w RPA (afr. Plaasmoorde, dosł. „mordy na farmach”) – napady i morderstwa na farmach w Republice Południowej Afryki. Według oficjalnych statystyk 89% napadów w latach 1998-2001 to zwykłe napady rabunkowe, 2% napadów miało podtekst rasowy . Większość farmerów, którzy przeżyli napad uważa, że napady na nich miały motywy rabunkowe . Od 1998 roku policja w RPA uznała zapobieganie atakom za sprawę priorytetową . 
Społeczność farmerów w Republice Południowej Afryki narażona jest na ataki od wielu lat ze względu na to, że biali farmerzy są uważani za zamożnych. Wiele farm jest położona na odosobnieniu więc stanowią idealny cel ataków . W latach 2001–2018 doszło do 1647 morderstw na farmach, rasa sprawców nie jest podawana przez władzę . W latach 2017/2018 w RPA doszło do 47 morderstw na farmerach i pracownikach farm (na 19 tys. morderstw w całym kraju) . Nie wiadomo jednak, czy biali są bardziej narażeni na ataki niż czarni. Według danych z 2001 roku 61% ofiar ataków na farmy w tym roku należała do białej odmiany człowieka, a 33% do czarnej odmiany człowieka . 
W niektórych środowiskach politycznych, głównie prawicowych lub związanych z ruchami nacjonalistycznymi (m.in. David Duke, Richard B. Spencer) rozpowszechniona jest teoria, że ataki są częścią rasistowskiego spisku rządu RPA przeciwko białym farmerom i stanowią ludobójstwo . Na poparcie tej tezy David Duke przytacza ustalenia organizacji Genocide Watch. Organizacja neguje jednak, by w RPA miało kiedykolwiek miejsce ludobójstwo na białych farmerach.